# Escritório de Washington para a América Latina
O Washington Office on Latin America (WOLA - em tradução livre: Escritório de Washington para a América Latina) é uma organização não-governamental (ONG) dos Estados Unidos, cujo objetivo declarado é promover os  direitos humanos, a democracia e a justiça social e econômica na América Latina e no Caribe.
O Washington Office on Latin America visa facilitar o diálogo entre atores governamentais e não-governamentais, monitorar o impacto da política externa dos EUA sobre direitos humanos, democracia e desenvolvimento equitativo na América Latina e no Caribe e promover alternativas por meio de relatórios e advocacy. Ele relata essas atividades para informar e educar os formuladores de políticas, organizações religiosas e não-governamentais e o público em geral sobre esse impacto. Os briefings da WOLA colocam formuladores de políticas e a mídia em contato direto com líderes e especialistas latino-americanos, e a organização trabalha em estreita colaboração com organizações da sociedade civil e funcionários do governo nas Américas.

## História
WOLA foi fundada em 1974, após o golpe de estado chileno de 1973. O primeiro diretor executivo de longo prazo da organização foi Joseph Eldridge, que atualmente é o capelão da American University. Em seus primeiros anos, alguns dos contatos do WOLA eram padres e freiras que viviam na América Latina e testemunharam os eventos.
A WOLA forneceu aos cidadãos americanos e formuladores de políticas informações em primeira mão da América Latina. Informa o governo dos EUA sobre os efeitos da política dos EUA na região. Facilita a comunicação e ajuda a patrocinar visitas de latino-americanos com expertise e experiência em direitos humanos.
Em 1975, a WOLA atuou como assessora da equipe do Congresso para a elaboração da primeira grande legislação que colocava condições para a ajuda militar dos EUA no exterior em relação às práticas de direitos humanos.

## Trabalho atual
A WOLA desempenhou um papel fundamental na maioria dos principais debates políticos de Washington sobre direitos humanos na América Latina desde sua fundação. A organização é chamada regularmente para fornecer informações e análises ao poder executivo, a organizações multilaterais, a membros do Congresso, e aos meios de comunicação dos Estados Unidos e da América Latina.
A organização trabalha em questões como política de drogas, desenvolvimento rural, violência contra as mulheres, crime organizado e direitos dos deslocados internos. Seus focos são divididos entre nações e questões de saúde e segurança em todas as nações. Opera dentro de quatro redes de organizações não-governamentais: a comunidade de direitos humanos, a comunidade de política externa, think-tanks acadêmicos e a comunidade de paz, justiça, solidariedade e organizações religiosas.

## Financiamento
O WOLA é financiado por uma combinação de governos estrangeiros, fundações e indivíduos privados. Seus maiores doadores incluem o Ministério das Relações Exteriores da Noruega, o Departamento Federal de Relações Exteriores da Suíça e a Agência Suíça de Desenvolvimento e Cooperação, juntamente com a Fundação Ford, a Fundação MacArthur, a Open Society Foundations, a Atlantic Philanthropies, a Fundação Libra e a Fundação Internacional de Seattle.

## Na mídia
Os membros da WOLA são amplamente utilizados como fontes de comentários e interpretações sobre os direitos humanos latino-americanos por meios de comunicação como o New York Times, CNN e o Washington Post.